# Sebastiaan Olgers
Sebastiaan Olgers (Naarden, 16 december 1986) is een voormalig Nederlands honkballer.
Olgers speelde sinds zijn jeugd bij HCAW te Bussum en kwam vanaf 2004 uit voor het Rookie team. In 2007 maakte hij als invaller zijn debuut in de hoofdmacht. Van 2008 tot en met 2011 maakte hij deel uit van het eerste team als slagman en eerste honkman. Hierna kwam hij nog uit voor het tweede team waarmee hij in 2012 de titel behaalde in de eerste klasse. Olgers was tevens jarenlang actief als instructeur van de jaarlijkse honkbalschool die in het najaar georganiseerd wordt te Bussum. Hij volgt de opleiding Management en Recht aan de Hogeschool van Amsterdam.